# Schöneck, Vogtland
Schöneck (cũng viết: Schöneck/Vogtl.) là một đô thị ở huyện Vogtland, trong bang tự do Sachsen, Đức. Đô thị Schöneck, Vogtland có diện tích 54,92 km², dân số thời điểm ngày 31 tháng 12 năm 2006 là 3639 người. Đô thị này có cự ly 18 km về phía đông nam của Plauen, và 35 km về phía bắc Cheb.